# Рапото III (Ортенбург)
Рапото III фон Ортенбург (на немски: Rapoto III, † 4 юни 1248) e граф на Ортенбург и Крайбург-Марквартщайн (1231 – 1248), пфалцграф на Бавария (1231 – 1248).

## Биография
Той е син и наследник на пфалцграф Рапото II († 1231) и Удилхилд, дъщеря на граф Алберт фон Дилинген.
Рапото III и баща му се стремят до 1240 г. да увеличат територията си и се стига през 1192 г. до война със съседите, при която дворецът Ортенбург е разрушен, големи части между Дунав и Ин са опустошени. Император Хайнрих VI прекратява войната.
Между 1234 и 1236 г. заедно с чичо му граф Хайнрих I фон Ортенбург и херцог Ото II от Бавария той участва във война против херцог Фридрих II Бабенберг от Австрия. Император Фридрих II осъжда австрийския херцог. През 1237 г. императорът тръгва за Австрия с войска заедно с херцог Ото от Бавария и херцог Бернхард от Каринтия, Рапото III и чичо му граф Хайнрих. В началото на 1237 г. императорската войска превзема Виена, след бягството на херцог Фридрих в неговата крепост Винер Нойщат.
През 1239 г. Рапото има кървава битка с епископ Зигфрид от Регенсбург. След една година Рапото е задържан от Зигфрид. Освобождаването му струва отстъпването на няколко замъка, територии в Тирол и влияние.
Със смъртта на Рапото III през 1248 г. изчезва клон Ортенбург на пфалцграфовете. Понеже той има само една дъщеря собственостите му отиват на фамилията Верденберги. По-късно тези земи са продадени на баварските херцози.

## Фамилия
Рапото III се жени за Аделхайд († 1304), дъщеря на дъщеря на бургграф Конрад I фон Нюрнберг-Цолерн. Те имат една дъщеря:
- Елизабет, ∞ Хартман I фон Верденберг[1]